# 沙貝利基夫卡
48°45′39″N 37°29′17″E / 48.76083°N 37.48806°E

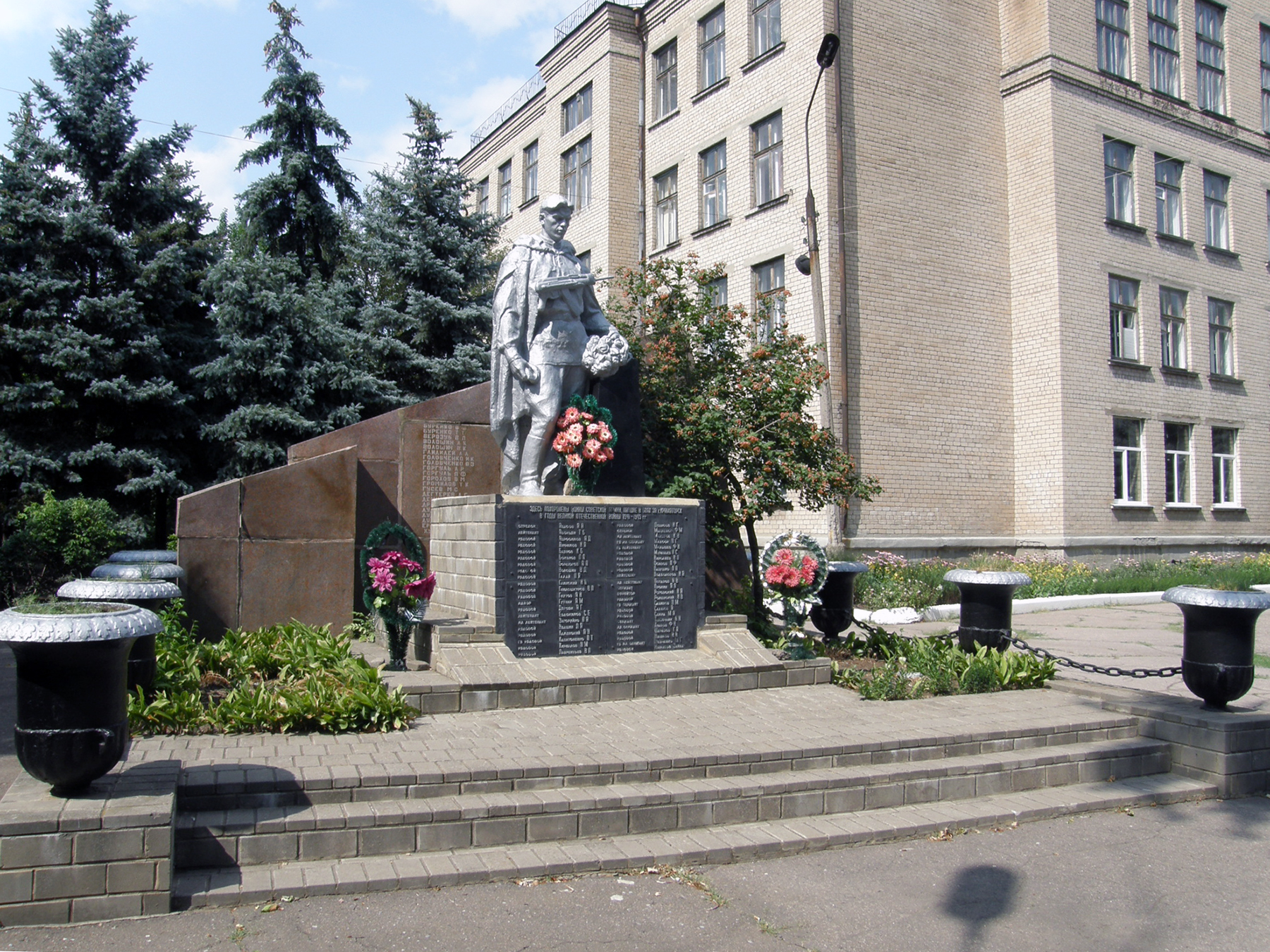
英雄墓

沙貝利基夫卡（烏克蘭語：Шабельківка）是位於烏克蘭東部的鎮，由頓涅茨克州克拉馬托爾斯克區的克拉馬托爾斯克市鎮負責管轄。該鎮始建於1767年，面積3.5平方公里，海拔高度117米，2013年人口4,421，人口密度每平方公里1,263.1人。